# Juan Manuel Gálvez
Juan Manuel Gálvez Durón (1887-1972) foi presidente de Honduras de 1 de janeiro de 1949 até 5 de dezembro de 1954. Sua eleição, para o Partido Nacional de Honduras (PNH), terminou a ditadura de 16 anos de Tiburcio Carías Andino.
Uma vez no cargo, Gálvez demonstrou mais independência do que tinha sido previsto. Algumas políticas da administração de Carías, tais como a construção de estradas e o desenvolvimento das exportações de café, foram continuadas e ampliadas. Em 1953, quase um quarto do orçamento do governo foi dedicado à construção de estradas. Gálvez também continuou a maioria das políticas fiscais do governo anterior, reduzindo a dívida externa. As empresas de frutas continuaram a receber tratamento "especial" nas mãos da administração de Gálvez, por exemplo, a United Fruit Company obteve um contrato altamente favorável de 25 anos em 1949.
Um grau considerável de liberdade de imprensa foi restaurado, o Partido Liberal e outros grupos foram autorizados a se organizar, e mesmo algumas organizações trabalhistas foram permitidas. O mercado de trabalho foi cada vez mais regulamentado neste período. Em vez de impor um sucessor, Gálvez programou eleições livres para 1954.
Gálvez foi deposto por seu vice-presidente Julio Lozano Díaz em 5 de dezembro de 1954 durante um tratamento médico no exterior por um problema cardíaco. Sua derrubada seguiu as eleições de 1954, que produziram um impasse devido a uma divisão no Partido Nacional; isso produz o golpe de Estado de 21 de outubro de 1956 que resulta em uma junta militar.